# Таловка (приток Селенги)
Та́ловка — река в Прибайкальском районе Бурятии. Левый приток Селенги. 
Длина — 16 км, площадь водосбора — 103 км². 

## География
Образуется слиянием рек Большая Таловка (длина — 13 км) и Малая Таловка (длина — 10 км), бегущих от водораздельного хребта Хамар-Дабана. В верхней части течёт в таёжной местности с юга на север в узкой межгорной долине. Нижнее течение (около 7 км) приходится на долину Селенги, на которой к западу от станции Таловка реку пересекает Транссибирская магистраль. Ниже река поворачивает на северо-запад и, западнее села Югово, Таловку пересекает федеральная автомагистраль Р258 «Байкал», после которой река огибает с севера село Таловку и в 1 км от него впадает в Селенгу.

## Составляющие реки
По расстоянию от устья:
- 16 км — Малая Таловка (правая)
- 16 км — Большая Таловка (левая)